# 색정
색정(索靖, 239년 ~ 303년)은 중국 삼국 시대 위나라 ~ 서진 시대의 인물로 자는 유안(幼安)이다. 대대로  벼슬을 한 집안에서 태어났으며 서진 시대 때 무장으로 활동하였다. 팔왕의 난 때 크게 활약하였으나 303년에 사마옹의 군사를 제압하던 도중에 전사하였다. 향년 65세였다.